# Масиас, Иоанн
Святой Иоанн Масиас (исп. Juan Macias, 2 марта 1585[…], Рибера-дель-Фресно, Эстремадура — 16 сентября 1645[…], Лима), урожд. Хуан де Аркас-и-Санчес (исп. Juan de Arcas y Sánchez) — испанский монах-доминиканец, христианизировавший Перу в первой половине XVII века.
Канонизирован в 1975 году папой Павлом VI.

## Биография
Родился 2 марта 1585 года в маленьком городке Рибера-дель-Фресно (Эстремадура) в семье Педро де Аркаса и Хуаны Санчес. Его родители были бедными фермерами; оба умерли, когда Хуану было всего четыре года. Детей воспитывал дядя, который был пастухом. Хуан с сестрой взяли фамилию дяди — Масиас. Когда Масиасу было около 16 лет, он встретил доминиканского монаха во время мессы в соседней деревне; именно тогда он впервые задумался над тем, чтобы самому вступить в орден.
В возрасте 25 лет Масиас начал сотрудничать с богатым торговцем, который предложил ему поехать в Южную Америку. Он отправился в Америку в 1619 году, побывав сначала в Картахене-де-Индиас (Колумбия), затем в Новом королевстве Гранада, останавливался в Пасто и в Кито (Эквадор), и, в конце концов, осел в Лиме (Перу).
В январе 1622 года Масиас поступил в доминиканский монастырь Святой Марии Магдалины в Лиме. Поначалу он жил там как мирянин, выполняя любую работу, которая требовалась в монастыре. Ровно год спустя, в январе 1623 года, принёс монашеские обеты. Служил помощником привратника в церкви Святой Марии Магдалины и жил в сторожке. В монастыре жизнь Масиаса была наполнена молитвами, покаянием и благотворительностью. Нищие, инвалиды и другие обездоленные люди стекались к монастырским воротам, ища его совета и утешения.
Умер 16 сентября 1645 года в Лиме, где прожил 25 лет.
В 1970 году в его честь была возведена церковь в районе Лимы Сан-Луис.

## Прославление
Масиасу приписывают несколько чудес, произошедших как при его жизни, так и после смерти. Беатифицирован вместе с Мартином де Порресом 22 октября 1837 году папой Григорием XVI и канонизирован 28 сентября 1975 года аапой Павлом VI.
День памяти — 16 сентября; в Перу — 18 сентября.